# Yerkish
Yerkish é uma linguagem artificial desenvolvida para uso por primatas não humanos. Emprega um teclado cujas teclas contêm lexigramas, símbolos correspondentes a objetos ou ideias.
Lexigramas foram notavelmente usados pelo Centro de Pesquisa de Línguas da Georgia State University para se comunicar com bonobos e chimpanzés. Pesquisadores e primatas puderam se comunicar usando placas de lexigrama feitas em até três painéis com um total de 384 teclas.

## Contexto

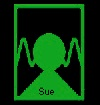
Lexigram representando Sue Savage-Rumbaugh, usuária da linguagem

A linguagem Yerkish foi desenvolvida por Ernst von Glasersfeld e usada por Duane Rumbaugh e Sue Savage-Rumbaugh da Georgia State University enquanto trabalhava com primatas no Yerkes National Primate Research Center da Emory University em Atlanta, Georgia. Os primatas foram ensinados a se comunicar por meio de uma placa de lexigrama, um conjunto computadorizado de teclas rotuladas com lexigramas. Von Glasersfeld cunhou o termo "lexigrama" em 1971, criou os primeiros 120 deles e projetou a gramática que regulava sua combinação. Essa linguagem artificial foi chamada Yerkish em homenagem a Robert M. Yerkes, o fundador do laboratório no qual os lexigramas foram usados pela primeira vez.
O primeiro macaco treinado para se comunicar em Yerkish foi o chimpanzé Lana, a partir de 1973 no contexto do projeto LANA. Os pesquisadores esperavam que Lana não apenas interpretasse a língua Yerkish, mas também participasse da comunicação com outras pessoas por meio dessa linguagem recém-descoberta.

## Considerações de design
Conceito de lexigrama
Pesquisas que levaram a 1973 sugeriram que os chimpanzés poderiam adquirir e reter o uso simbólico de itens visuais. Na tentativa de estruturar o uso de símbolos como linguagem, Yerkish formalizou o uso do lexigrama, um design gráfico que representa uma palavra, mas não é necessariamente indicativo do objeto a que se refere.
Cada lexigrama é projetado para ser semanticamente e sintaticamente inequívoco, um esforço consciente para reduzir a ambiguidade do inglês. Por exemplo, o uso de cores transmite código semântico, com lexigramas vermelhos identificando itens ingeríveis como comida e bebida, lexigramas azuis designando atividades e lexigramas violeta representando seres animados como humanos.
As limitações técnicas existentes orientaram os lexigramas a serem construídos por 9 elementos únicos que poderiam ser combinados por sobreposição. O lexigrama da água, de cor vermelha, é uma combinação dos elementos 5, um círculo, e 9, uma linha ondulada.
Von Glaserfeld criou aproximadamente 150 dos primeiros lexigramas na língua Yerkish.

## Interface
Teclado
Um teclado de lexigrama foi criado para Lana com cada tecla representando vários substantivos ou verbos como comida, comer, maçã, bebida, etc.
Von Glaserfeld usou 25 deles em seu experimento inicial com Lana. Cada uma dessas teclas tinha 1½ x 1 polegada e acendia quando pressionada.
Depois de pressionar uma determinada tecla, o item correspondente emergiria de um dispensador de comida colocado ao lado do teclado e, por meio de uma série de experimentos, os pesquisadores esperavam que Lana aprendesse a interpretar o que cada tecla se correlacionaria e aprenderia a comunicar significativamente seus pedidos.